# Posición original
La posición original, también denominada velo de la ignorancia, es un experimento mental utilizado para razonar sobre los principios que deberían estructurar una sociedad basada en la dependencia mutua. Aunque las expresiones posición original y velo de ignorancia (en inglés, respectivamente, original position y veil of ignorance) fueron acuñadas por el filósofo estadounidense John Rawls, el experimento mental ya había sido desarrollado anteriormente por William Vickrey y John Harsanyi.

## La naturaleza del concepto
La posición original es para Rawls lo que el estado de naturaleza es para los filósofos políticos previos como Thomas Hobbes o Rousseau. En este estado, las personas acuerdan las condiciones de un contrato que define los derechos y deberes básicos de los ciudadanos en una sociedad civil. La gran diferencia, sin embargo, consiste en que en el estado de naturaleza puede suceder que ciertos individuos (los más fuertes o talentosos) obtengan una ventaja sobre otros, más débiles o menos capacitados. Para evitar esto, Rawls establece que en la posición original se determinan representantes de los ciudadanos que son puestos bajo un velo de ignorancia, que como tal, les quita información acerca de las características moralmente irrelevantes de los ciudadanos por ellos representados. Por consiguiente, estas partes representativas no estarán al tanto de los talentos y habilidades, etnicidad y sexo, religión o sistema de creencias de sus representados. Este es el carácter que le da imparcialidad a la posición original, cuestión de la que el estado de naturaleza carecía.

## Condiciones de la posición original
En esta posición original, las partes representativas seleccionarán los principios de justicia que habrán de gobernar la estructura básica de la sociedad. Para garantizar ello, la posición original, en cuanto situación inicial está sometida a ciertas condiciones que la caracterizan: las circunstancias de la justicia, las restricciones formales del concepto de lo justo, el velo de la ignorancia y la racionalidad de las partes contratantes.

### Las circunstancias de la justicia
Las circunstancias de la justicia pueden describirse como las condiciones normales en las cuales la cooperación humana es tanto posible como necesaria; es decir, existe un conjunto de condiciones subyacentes que dan origen a la necesidad de escoger entre las posibles configuraciones sociales y suscribir un acuerdo acerca de las porciones distributivas correctas (según Rawls, a través de los dos principios). Estas condiciones son las circunstancias de la justicia. Pueden agruparse en condiciones objetivas y subjetivas.
Las condiciones objetivas están dadas por  la circunstancia de que en un mismo territorio geográfico coexisten un grupo de individuos semejantes, en el sentido que ninguno de ellos puede dominar al resto. Además de ello,  existe condiciones de escasez moderada: los recursos no son ni muy escasos (de ser así, toda empresa debería fracasar) ni muy abundantes (lo que inhibiría los planes de cooperación entre individuos).
Las condiciones subjetivas, a su vez, son los aspectos pertinentes de los sujetos de la cooperación, es decir, de las personas que van a trabajar juntas. Estos aspectos dicen relación con planes de vida diferentes y una diversidad de creencias filosóficas, religiosas y de doctrinas políticas y sociales; además de un conocimiento limitado y carencias de juicio, como por ejemplo, un altruismo limitado. En realidad, se trata solamente de ciertas fallas morales que son simplemente parte de la situación natural humana.
Dentro de todas estas condiciones, las que más importan para Rawls son la escasez moderada y el conflicto de intereses. Las circunstancias de la justicia, en suma, se dan siempre que, habiendo una moderada escasez, las personas presenten demandas conflictivas ante la división de las ventajas y cargas sociales.

### Restricciones formales del concepto de lo justo
Estas restricciones corresponden a aquellas que limitan de diversas maneras las alternativas que le son asequibles a las partes y el conocimiento de sus circunstancias. Por tanto, las restricciones afectan a las alternativas y al conocimiento de las circunstancias que rodean a las partes.
Con respecto a las restricciones a las alternativas, hay ciertas condiciones formales que es necesario imponer a las concepciones de la justicia que pueden escoger las partes. Por ello, Rawls sostiene que estas concepciones deben reunir ciertos requisitos, a saber: 
- En primer lugar, los principios de la justicia deben ser generales, esto es, tiene que ser posible formularlos sin el uso de palabras que intuitivamente podrían ser reconocidas como nombres propios o descripciones definidas.
- Además, los principios deben ser universales en su aplicación. Esto quiere decir que tienen que valer para todos, por ser personas morales.
- Deben tener un carácter público. Las partes suponen que están escogiendo principios para una concepción pública de la justicia.
- Una concepción de lo justo debe imponer una ordenación de las demandas conflictivas.
- Las partes han de considerar al sistema de principios como tribunal supremo de apelación en materia de razonamiento práctico.[5]

### El velo de la ignorancia
Además de las restricciones a las alternativas, hay una restricción en relación con las circunstancias de las partes. En verdad, para anular los efectos de las contingencias específicas que ponen a los hombres en situaciones desiguales, y en tentación de explotar las circunstancias naturales y sociales en su propio provecho, Rawls supone que en la posición original las partes están situadas bajo un velo de ignorancia. En efecto, nadie conoce su lugar en la sociedad, su posición de clase o estatus social, y tampoco nadie conoce su suerte en la distribución de activos y habilidades naturales, su inteligencia, su fuerza, y cosas similares. Asumiré incluso que las partes no conocen sus concepciones del bien o sus propensiones psicológicas particulares. Los principios de justicia se eligen detrás de un velo de ignorancia.
El objetivo del velo de la ignorancia es que la posición inicial de los participantes sea imparcial. De acuerdo a Rawls, entonces, la ignorancia de estos detalles sobre sí mismo conducirá a principios que sean justos para todos. Si un individuo desconoce cómo terminará en su propia concepción de la sociedad, es probable que no privilegie a una determinada clase de personas, sino que más bien desarrolle un esquema de justicia que trate a todos justamente. Los únicos hechos particulares que conocen las partes son que su sociedad está sujeta a las circunstancias de la justicia, con todo lo que ello implica.

### La racionalidad de las partes
Las personas en la posición original son racionales. Esto quiere decir que al elegir entre los principios, cada una de ellas busca promover sus intereses. Así pues, incluso cuando las partes carezcan de información acerca de sus fines particulares, tienen conocimiento suficiente para jerarquizar las alternativas sobre la base de una directriz básica: preferir tener más bienes primarios a tener menos. Saben que tienen que tratar de proteger sus libertades, ampliar sus oportunidades y aumentar los medios para promover sus objetivos, cualesquiera que estos sean.

## Origen del concepto
El concepto de la Posición original fue usado por primera vez por el economista húngaro John Harsanyi. Harsanyi sostuvo que una persona en la posición original y, por tanto, con ciertas restricciones en cuanto información, maximizaría su utilidad esperada, en lugar de escoger el minimax. Esto lo condujo, en definitiva, a adherir al utilitarismo.

## Críticas
Algunas de las críticas dirigidas a la posición original señalan que las partes representativas en la posición original reflejan una concepción moral empobrecida de la persona. Más todavía, se argumenta que el velo de ignorancia impone a las personas la carga insostenible de deliberar en ausencia del conocimiento de los atributos que le permitirían elegir. Por último, otros han observado que la selección del jurado de la posición original vicia el resultado.